# Lampetis webbii
Lampetis webbii es una especie de escarabajo del género Lampetis, familia Buprestidae. Fue descrita científicamente por LeConte en 1858.
Esta especie se encuentra en América Central y en el sudoeste de América del Norte. Las larvas se alimentan de Parkinsonia (=Cercidium) floridum (Fabaceae).